# Cabo Peñas (Argentina)

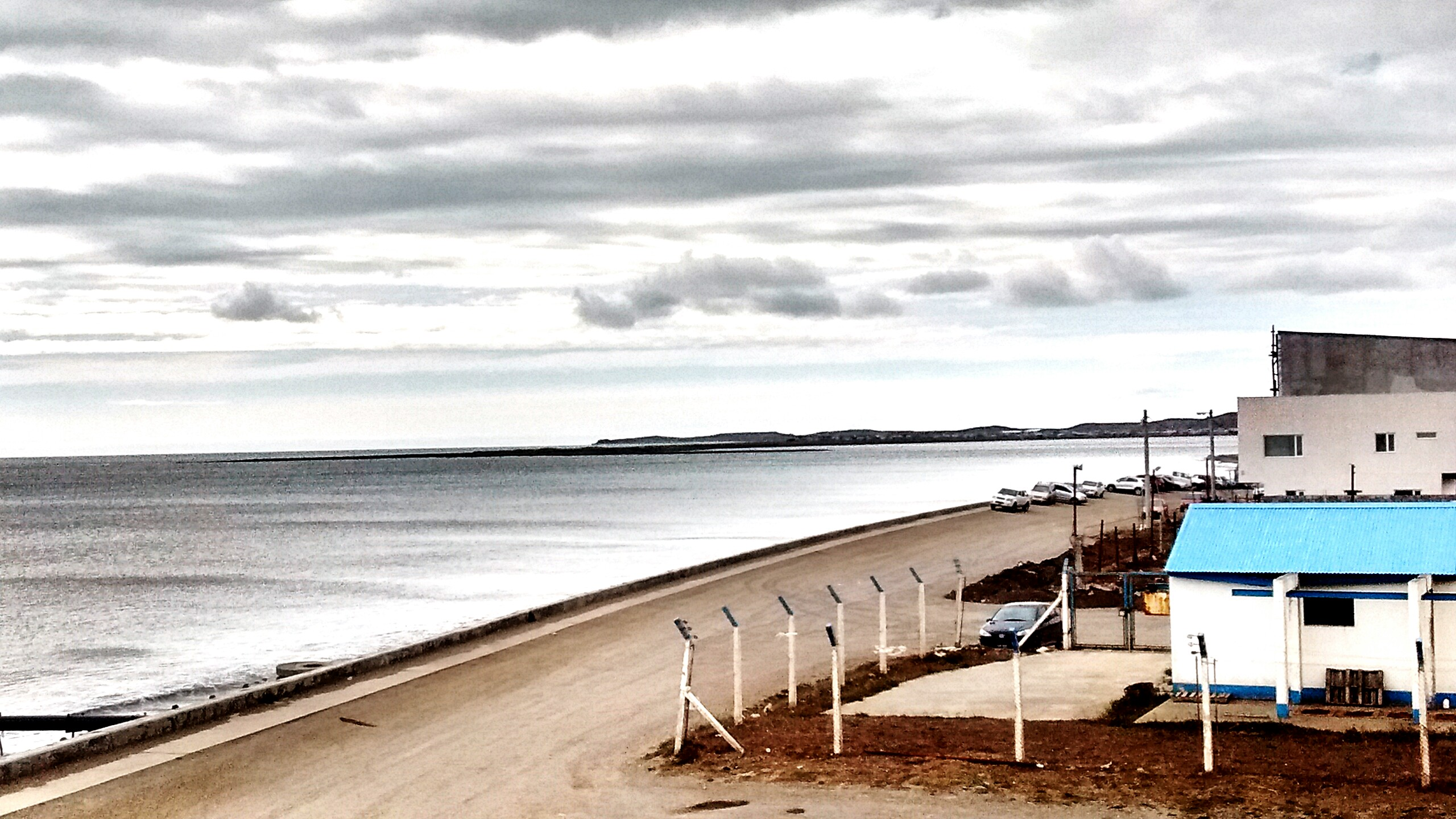
Vista del cabo Peña y punta Popper desde la ciudad

El cabo Peñas es un accidente geográfico situado en el mar Argentino del océano Atlántico, en el sector nordeste de la isla Grande de Tierra del Fuego, en la región austral de América del Sur. Pertenece al departamento Río Grande, de la provincia de Tierra del Fuego, Antártida e Islas del Atlántico Sur en el sur de la Patagonia argentina. Se encuentra localizado en las coordenadas: 53°50′53.79″S 67°32′35.23″O / -53.8482750, -67.5431194. Posee costas barrancosas, rodeadas de otras más bajas, arenosas y limosas, con abundantes guijarros. Presenta notables amplitudes de marea. Se encuentra a 15 km al sudeste de la ciudad de Río Grande.

## Descripción geográfica
El cabo Peñas es el extremo de una península mesetiforme en forma de martillo, de 3 km de largo por 600 metros de ancho, circunscripta por altas barrancas de más de 30 metros de altura, que caen directamente al mar durante la pleamar, y que tienen continuidad especialmente hacia el sur. En sus espaldas presenta una gran laguna de nombre homónimo, de 6 km de largo por 2,3 km de ancho, la cual presente un estrangulamiento peninsular que brota desde su margen sudeste y que acota su anchura a 450 m; dicho cuerpo léntico se encuentra separado de las aguas marinas por solo 1000 m. Este cabo penetra notoriamente en el mar circundante, sobresaliendo en un tramo costero que presenta orientación general noroeste-sudeste.
En sus proximidades, y hasta 2 millas de la costa, hacen peligrosa la navegación numerosas rocas semi sumergidas, denominadas restinga Peñas, de las que destaca un islote de más de 100 metros, pero de muy baja altura, el que se encuentra a 1800 metros de la costa.
Hacia el sur se forma la ensenada de la Colonia, limitada por el sur por la punta María. Hacia el norte se presentan enormes planicies de marea, hasta la punta Popper, justo antes de la desembocadura del río Grande.
Geológicamente su estructura está compuesta por estratos marinos sin deformar del Terciario superior, y sedimentos continentales del cuaternario.
Características climáticas
Es una zona de las más ventosas del planeta, con vientos fuertes que soplan durante todo el año, más aún durante la primavera, principalmente del cuadrante oeste y sudoeste, pudiendo superar los 100 km/h.
El clima es semiárido, con una temperatura media anual de unos 5,5 °C, las precipitaciones anuales (uniformemente distribuidas) rondan los 380 mm, siendo las invernales en forma de nieve. En la clasificación de Papadakis se lo incluye en el clima estépico de «pradera patagónica», muy favorable para la producción de pasto y para la ganadería ovina, si bien ya transicional con el clima oceánico subpolar, o patagónico húmedo, según los autores.
Características oceanográficas
Las amplitudes de marea son notables en el área, llegando a un máximo cercano a los 10 m. Durante la pleamar las aguas marinas golpean la base del acantilado que contiene al cabo, pero la bajamar deja expuesto en forma de restingas el fondo de una importante superficie marina. Las olas llegan a alturas de entre 7 y 10 m.

### Características biológicas
Además de contar con la presencia de numerosas especies de aves marinas costeras, las playas situadas desde este cabo hasta la península El Páramo sirven como estación final de descanso y alimentación en el verano austral para las enormes migraciones que llegan allí todos los años de aves limícolas neárticas, como son los chorlos y playeros de las familias escolopácidos y carádridos, destacando los porcentajes poblacionales de algunas especies: el 13 % de la población americana del playero rojizo (Calidris canutus), el 43 % de la población sudamericana de la becasa de mar (Limosa haemastica), el 32 % de la población atlántica del playerito rabadilla blanca (Calidris fuscicollis), e importantes números de las poblaciones americanas del playero blanco (Calidris alba), del playero trinador (Numenius phaeopus), del vuelvepiedras (Arenaria interpres), etc.
Antaño el cabo Peñas albergaba una lobería del lobo marino de un pelo (Otaria flavescens), la que fue eliminada por exceso de caza.
Fitogeografía
Fitogeográficamente se encuentra en la región de las estepas magallánicas del sector norte de la isla Grande, pertenecientes al distrito fitogeográfico patagónico fueguino de la provincia fitogeográfica patagónica, en la transición con los bosques del distrito fitogeográfico subantártico magallánico de la provincia fitogeográfica subantártica, que desde este punto, y respondiendo al aumento de los acumulados pluviales que se produce hacia el sur, comienzan a aparecer formando manchones, compuestos casi exclusivamente por ñirres (Nothofagus antarctica), bosquetes que mientras más se avance hacia el sur serán cada vez más biodiversos, extensos y numerosos, uniéndose entre sí, haciendo reducir las áreas de pastizales a la minoría areal, hasta que finalmente el bosque cubrirá todos los terrenos que no sean roca viva, incluyendo el borde mismo del mar.
Ecorregiones
Ecorregionalmente pertenece a la ecorregión terrestre pastizales patagónicos, en la transición con la ecorregión terrestre bosque subpolar magallánico.
Sus aguas oceánicas se incluyen en la ecorregión marina plataforma patagónica.

## Historia
Primitivos habitantes
Los originales pobladores de esta zona eran amerindios de la etnia selknam, los que fueron exterminados a principios del siglo XX, por los colonizadores europeos, y principalmente por las enfermedades que estos portaban y que en los nativos causaban estragos por no poseer defensas inmunológicas en razón de su milenario aislamiento.

### Etimología toponímica
Etimológicamente, el topónimo “Peñas” honra al cabo homónimo, situado en el Principado de Asturias. Le fue otorgado por los hermanos Bartolomé y Gonzalo Nodal, el 20 de enero de 1620, día de San Sebastián.
El nombre aborigen de este lugar era oije que quiere decir ‘pesca’ y amisk que significa ‘abajo’.

### Faro
En la parte más alta del promontorio del cabo Peñas se localiza el faro homónimo, perteneciente a la Armada Argentina. Funciona de manera automática, ya que no cuenta con personal que lo habite. Este faro fue construido en diciembre de 1916.

## Acceso
Se accede mediante una senda de tierra que parte hacia el este desde la ruta nacional 3. Se encuentra en campos pertenecientes al establecimiento de ovinocultura «Estancia Cabo Peñas».